# 東北大学の学生寄宿舎
東北大学の学生寄宿舎（とうほくだいがくのがくせいきしゅくしゃ）は、東北大学内に存在するあるいは存在したいくつかの学生寄宿舎のことを指す。
民間事業者による管理のユニバーシティ･ハウス及び自治寮の学寮、YMCA寮がある。

## 以文寮
以文寮（いぶんりょう）は宮城県仙台市太白区八木山緑町16番3号（982-0832）にある学生寮である。日就寮、霽風寮の隣に位置する。なお、以文寮、日就寮、霽風寮の三寮をあわせて「八木山三寮」と呼ばれる。浩寮（1949年に旧制第二高等学校の柔道部合宿所として建築）と尚心寮（旧宮城県師範学校が建築）が1976年に合併し以文寮として八木山に建て替えられた。

### 在寮資格
学籍をもつ男子（学部生・院生は問わない）

### 建築形態
鉄筋四階建て

### 部屋形態
11畳/2人または5.5畳/1人（学年による。基本的には1、2年生が同学年で相部屋となる。ただし、人数が合わない場合は、一人で二人部屋に入ったり、または3年生同士で二人部屋に入ったり、2年生と3年生が二人部屋に入ることもある。少なくとも4学年以上は一人部屋。

### 施設
トイレ・補食スペース共同。風呂・食堂は八木山三寮で共用。 

### 食事
なし

### 募集要項
東北大学の公式サイトに掲載

### 入寮願書配布方法
毎年2月頃より開設される東北大学の願書ダウンロードページから入手する。

### 寮委員会
以文寮は設立当初からの「学生自治寮」であり、委員長（ボス）と、副委員長（サブ）と、三寮会計、一般会計、特別会計、総務委員、美化厚生委員（総勢6-12名）を寮生（通例1-2年生）から選出し、以文寮運営委員会を結成し、電話受付・荷物・郵便等受け取りなどの日々の日常業務を行っている。

### ホームページ
東北大学 以文寮ホームページ

## 如春寮
如春寮（じょしゅんりょう）は宮城県仙台市青葉区三条町19番1号（981-0935）にある学生寮である。旧制宮城県女子師範学校時代に全寮制度のため構内に設立されたものであるが、同校が統合された宮城師範学校が東北大学に吸収されるとともに東北大学の所管となる。1953年に農学部構内に旧如春寮が建築される。その後、1982年に三条に建て替えられる。

### 在寮数
最大64人

### 在寮資格
学籍をもつ女子（学部・院は問わない。研究生は不可）

### 建築形態
鉄筋四階建て

### 部屋形態
5.5畳/1人

### 施設
風呂・トイレ・補食スペース共同

### 食事
なし

## 霽風寮
霽風寮（せいふうりょう）は宮城県仙台市太白区八木山緑町16番3号（982-0832）にある学生寮である。以文寮、日就寮の隣にある。旧制第二高等学校明善寮の一部を東北帝国大学の寮として利用したことに始まる。第二次世界大戦後、寮内で闇米を食うか否かで対立が生じ、霽風寮（食わない）・寒山寮（食う）に分裂したが、その後再び統合し現在に至る。1976年に現在の八木山に建て直される。かつては三神峯にあった有朋寮出身者を大量に受け入れていたため入寮資格は3年生以上の学部生のみであった。しかし、同寮の廃寮により募集人員に大幅の空きが生じたことから、現在は大学院生の入寮も許可している。

### 在寮資格
学籍をもつ男子（かつては学部3年以上および大学院生であったが、現在は制限なし）

### 建築形態
鉄筋2階建て 

### 部屋形態
全室個室（81部屋）。5.5畳/1人 。

### 施設
トイレ・補食スペース・集会室共同。風呂(2006年改修済み)および食堂は八木山三寮で共通

### 食事
なし

## 日就寮

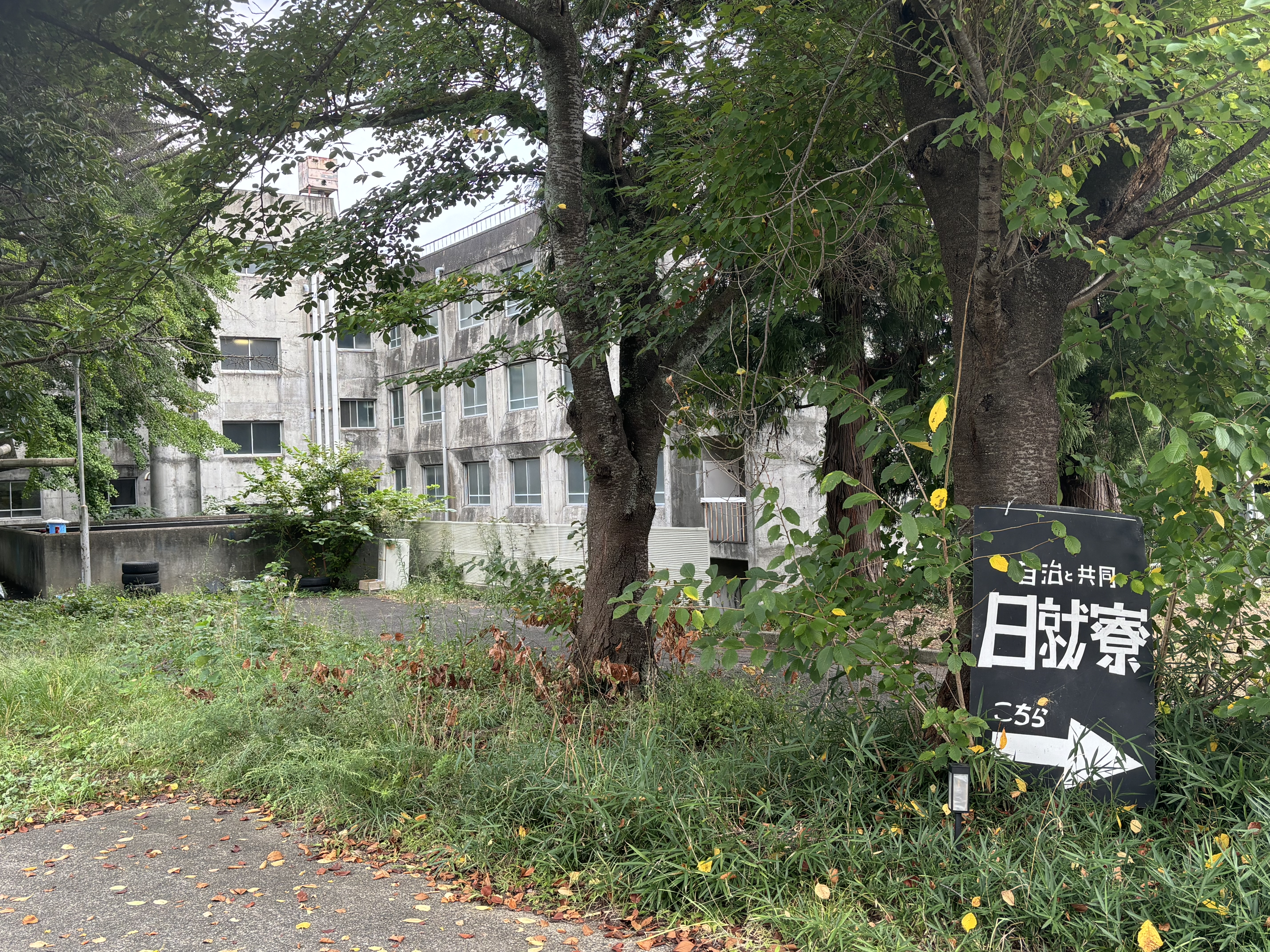
日就寮の外観（2024年9月撮影）

日就寮（にっしゅうりょう）は宮城県仙台市太白区八木山緑町16番3号（982-0832）にある学生寮である。以文寮、霽風寮の隣に位置する。1910年同校構内に設立、1936年に至り八木山の現在地に150名収容の寮が建設されたが、その後に火災のため大半を焼失したので第二次世界大戦終結直後に旧日就寮が再建された。旧制仙台高等工業学校が東北大学に吸収されることに伴って東北大学の管理下におかれる。1971年に北山にあった宏富寮と合併し現在に至る。

### 在寮資格
留学生を除く、学部・大学院の男子学生。
なお、日就寮自治会は女子や留学生にも在寮資格があると主張している。

### 建築形態
鉄筋四階建て

### 部屋形態
7.5畳/2人

### 施設
トイレ・補食スペース共同。風呂・食堂は八木山三寮共通棟のものを利用。

### 食事
なし

## 明善寮
明善寮（めいぜんりょう）は宮城県仙台市青葉区上杉六丁目3番2号（980-0011）にある学生寮である。松風寮の隣に位置する。旧制第二高等学校が仙台市清水小路一番地に明善寮を設立したのが前身である。同高校が北六番丁（位置的には現在の農学部・雨宮キャンパスの南部）に校舎を建設したとき、1926年現在地に旧明善寮が建築された。1945年に東北大学が旧明善寮の一部を霽風寮として借り受け、1956年に東北大学の所管となり、1982年に建て替えられた。
寮内には12のサークル（生活班）が存在する。

### 在寮資格
学籍を持つ男子(学部、院生を問わない)

### 建築形態
鉄筋5階建て

### 部屋形態
5.5畳/1人 (152室)

### 施設
トイレ・補食スペース共同。風呂は明善、松風で共通

### 食事
なし

### 周辺施設
- (旧)東北大学農学部 - 寮西側の愛宕上杉通をはさんで向かいに位置する。旧制二高が現在の農学部に位置したことから明善寮に非常に近い。
- 仙台市立上杉山中学校
- 宮城教育大学附属小・中学校

## 松風寮
松風寮（まつかぜりょう）は宮城県仙台市青葉区上杉六丁目3番2号（980-0011）にある学生寮である。明善寮の隣に位置する。建物は1982年完成、1983年から使用開始。
明善寮同様、寮内には12のサークル（生活班）が存在する。

### 在寮資格
学籍をもつ男子(学部・院生を問わない)

### 建築形態
鉄筋5階建て。

### 部屋形態
5.5畳/1人 (146室)

### 施設
トイレ・補食スペース共同。風呂は明善、松風で共通

### 食事
なし

### ホームページ
東北大学 松風寮ホームページ

## ユニバーシティ･ハウス三条
ユニバーシティ･ハウス三条（ゆにばーしてぃはうすさんじょう）は宮城県仙台市青葉区三条町19番1号（981-0935）にある学生寄宿舎である。ユニバーシティ･ハウス三条、ユニバーシティ･ハウス三条Ⅱ、ユニバーシティ･ハウス三条Ⅲの３棟ある。「国際感覚の研鑽、協調性・社交性の涵養、安心・安全で高品質な生活環境」を目的に、2007年に建設された。定員416名（うち日本人学生286名、外国人留学生130名）。民間企業によって管理されている寄宿舎である。ICカードや暗証番号によりセキュリティー・プライバシーが守られている。清掃員による定期的な清掃が行われるため寄宿舎内は清潔である。留学生との交流が気軽にできる。周辺の道路が複雑で交通の便は他の寄宿舎に比べると少し悪い。

### 入居資格
新入生（学部・大学院問わず）および留学生

### 建築形態
鉄筋5階、6階、10階建ての3棟からなる

### 部屋形態
約6畳/1人

### 施設
トイレ・風呂（シャワー室のみ）・キッチン共同

### 食事
学期内平日の朝と夜。ただし、申し込みは任意。

## ユニバーシティ･ハウス片平
ユニバーシティ･ハウス片平（ゆにばーしてぃはうすかたひら）は宮城県仙台市青葉区一番町一丁目14番15号（980-0811）にある学生寄宿舎である。「国際化をけん引できる人材の育成」等をコンセプトに、2013年に建設された。定員48名（うち日本人学生18名、外国人留学生30名）。学生用のユニットのほかに、外国人研究者用の部屋が33室ある。入居期間は原則2年。民間企業によって管理されている寄宿舎である。ICカードや暗証番号によりセキュリティー・プライバシーが守られている。清掃員による定期的な清掃が行われるため寄宿舎内は清潔である。留学生との交流が気軽にできる。片平キャンパスの目と鼻の先に立地している。

### 入居資格
大学院生
外国人研究者

### 建築形態
片平北門会館（鉄筋8階建）の3階から8階部分

### 施設
トイレ・風呂（シャワー室のみ）・キッチン共同

### 食事
食事の提供はなし。建物の2階に東北大学生活協同組合の運営する「レストラン-hagi-」、1階に購買「さくらショップ」、食堂「さくらキッチン」がある。

## ユニバーシティ･ハウス青葉山

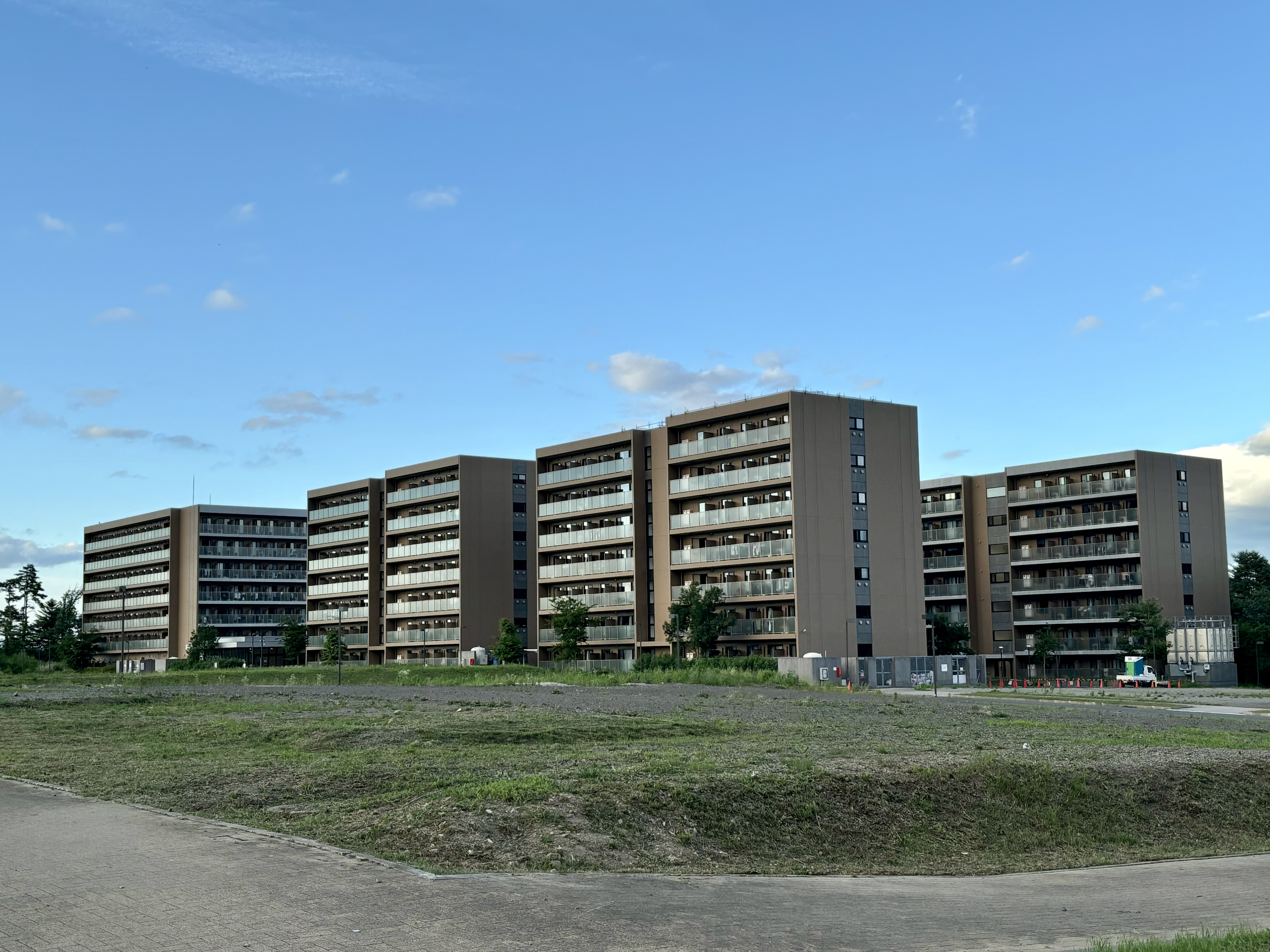
ユニバーシティ・ハウス青葉山

ユニバーシティ･ハウス青葉山（ゆにばーしてぃはうすあおばやま）は仙台市青葉区荒巻字青葉468-1にある学生寄宿舎である。「国際社会で活躍できるグローバルな人材をより多く育成すること」等をコンセプトに、2018年に建設されたユニバーシティ・ハウスである。定員752名（うち日本人学生376名、外国人留学生376名）。入居期間は原則2年。

### 入居資格
原則、学部及び大学院新入生、外国人留学生

### 部屋形態
8人×94ユニット、身障者用居室男女それぞれ2室の計4室を含む。

### 食事
食事の提供はなし。

## ユニバーシティ・ハウス長町
ユニバーシティ･ハウス長町（ゆにばーしてぃはうすながまち）は仙台市太白区長町8丁目6-10にある学生寄宿舎である。「国際社会で活躍できるグローバルな人材をより多く育成すること」等をコンセプトに、2011年に建設されたユニバーシティ・ハウスである。定員48名。

### 施設
トイレ・風呂（シャワー室のみ）・キッチン共同

### 食事
食事の提供はなし。

## 東北大学YMCA渓水寮
東北大学YMCA渓水寮は東北大学YMCAが運営する学生寮である。仙台市太白区大塒町8-1に所在する。東北大学YMCAは東北大学とは独立しており、1928年に第5代東北大学総長の井上仁吉を会長に、法文学部長だった石原謙を副会長に設立された団体である。定員13名で、男女混住となっている。

### 食事
授業日の朝晩に提供され、食費は寮費に含まれている。

### 施設
6畳の個室で、トイレ・風呂・キッチン共同

## 廃寮

### 昭和舎
昭和舎（しょうわしゃ）は東北大学医学部管轄であった寮。2000年9月1日に焼失。その後、建物は新しく建てられていない。在寮資格は医学部の男子学生だった。

### 有朋寮
有朋寮（ゆうほうりょう）は宮城県仙台市太白区鹿野2丁目19-5 (982-0023)にあった学生寮である。1953年に建造された木造2階建ての寮である。2001年に大学によって2003年3月31日をもって廃寮すると決定されたが、有朋寮の廃寮に反対した学生がその後も残り続けた。その後、大学側が寮生に対して明け渡し裁判を起こした。2006年4月25日に高等裁判所判決が出た。2006年9月14日最高裁判所は寮生側の上告受理申し立てを棄却した。2006年12月16日に強制執行が行われ、残り続けていた寮生が排除された。
有朋寮の老朽化のため、1989年から有朋寮の学生は立て替えを要求していた。しかし、当時の文部省（現在の文部科学省）では新しく寮を建設するにあたって、個室化や食堂の廃止、国庫負担分と学生負担分の明確化などを条件として定めており、この条件に学生側が反発したことから立て替えは進まなかった。
膠着状態のまま年月が過ぎたが、2000年9月1日に有朋寮と同じく木造の昭和舎が全焼する事件が発生、大学側は学生側との協議を待つことはできないと判断した。そこで2001年に2003年3月31日をもって廃寮とする決定がなされた。
しかし、廃寮決定に反対している10人程度の寮生が有朋寮に住み続けた。2002年度には廃寮反対運動に賛同する理学部の新入生が大学の反対・制止を振り切って入寮したため、翌年には理学部教授会が当該学生に対して無期停学処分を下した。
2006年12月18日、理学部で臨時教授会が行われ、強制執行により停学理由が消滅したとして、停学解除が全会一致で決定された。

#### 在寮資格
学部1・2年生の男子（学部は問わない）

#### 収容定員
238名

#### 建築形態
木造2階建てが4棟

#### 部屋形態
6.5畳/2人

#### 施設
風呂・トイレ・補食スペース共同

#### 食事
学期内平日の朝と夜

## 東北大学学生寮8寮自治会連合
東北大学の学生寮には東北大学学生寮8寮自治会連合、通称「寮連」というものが存在していた。しかし、寮自治とは直接関係のない活動（「イラク戦争反対」や「北朝鮮問題」など。以下の明善寮サイトによる）も積極的に実施していることや、特定の政治団体の存在が背後にうかがわれることなどを理由に、2003年6月の代議員総会（寮連全体の最高議会）の場において明善寮・如春寮・霽風寮・松風寮が脱退を宣言した。その場においては日就寮・有朋寮以外の寮の代議員による圧倒的多数の賛成により明善寮・如春寮・霽風寮の3寮の脱退が認められたが、のちに松風寮の代議員として出席していた者の一部が明善寮生で当時の松風寮委員長より代理として出席することを要請されていたことが「不正（寮連執行部側の表現）」とされたため、寮連執行部は「不正」を理由に3寮の脱退決議を正当なものとして認めなかった。なお、明善寮・如春寮は脱退決議を正当とする声明を同年10月発行の東北大学新聞上で表明している。
この脱退を宣言した4寮はその後寮連の活動には一切参加しておらず、また昭和舎の焼失（2000年）と有朋寮の廃寮、以文寮の寮連脱退（2009年）のため、実質的には日就寮だけが残るだけとなっていた。2009年の代議員総会で寮連の解散が議決され、寮連は完全に消滅した。